# 脚踏船

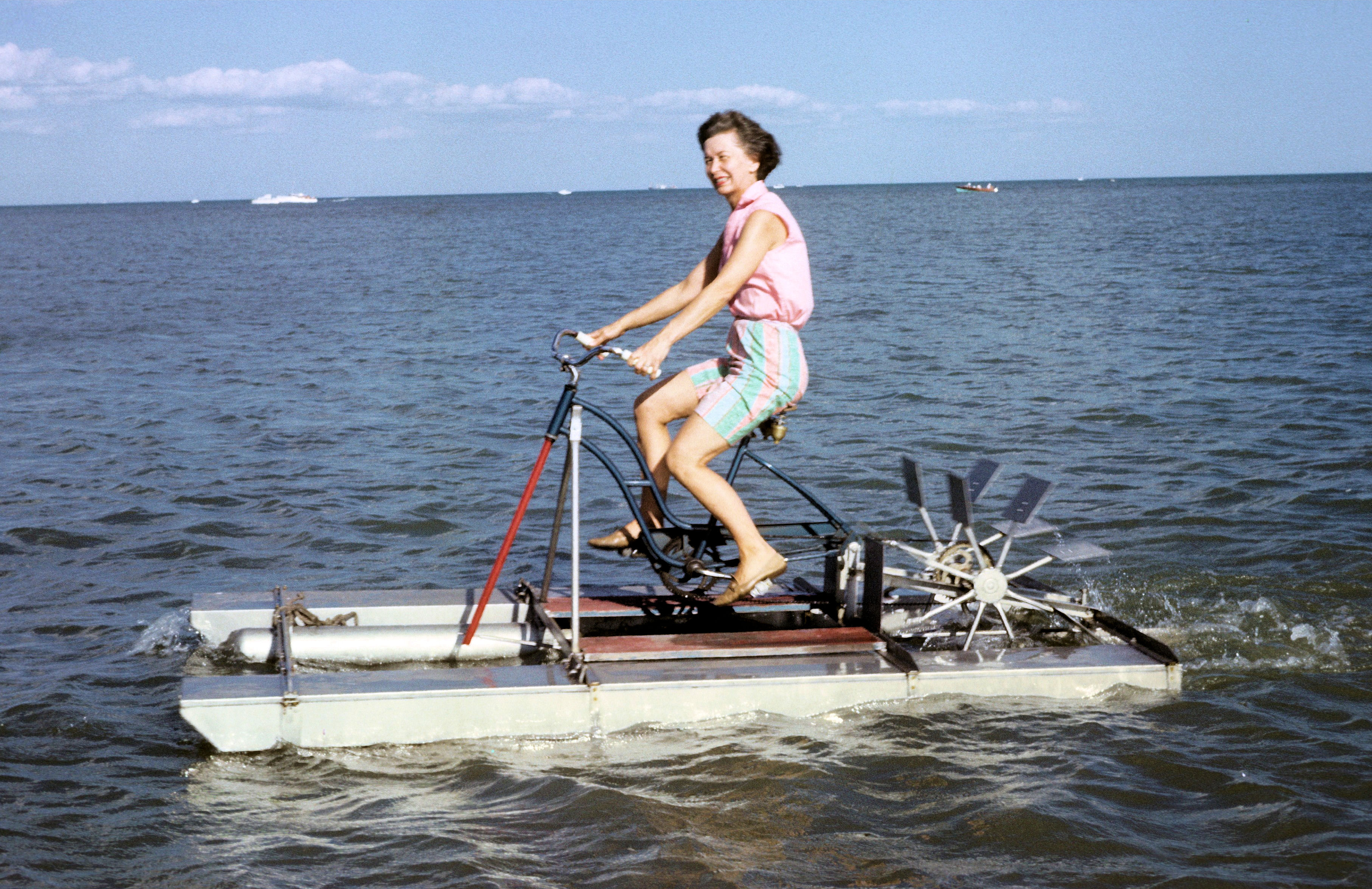
脚踏船

脚踏船是一种人力船只， 船上的人們踩動船上的踏板後，踏板再帶動轮桨轉動，船隻因而能行駛。双人脚踏船有两组并排的踏板。脚踏船一般行駛在平静的水域中，例如城市公园裡的池塘和小湖泊上。列奥纳多·达·芬奇曾經在草圖上畫出一種可以由两个踏板驱动的船，這可能是腳踏船的原型。